# Чианг Рай
Чианг Рай е една от 76-те провинции на Тайланд. Столицата ѝ е едноименния град Чианг Рай. Населението на провинцията е 1 129 701 жители (2000 г. – 13-а по население), а площта 11 678,4 кв. км (12-а по площ). Намира се в часова зона UTC+7. Разделена е на 18 района, които са разделени на 124 общини и 1510 села.